# Makleja

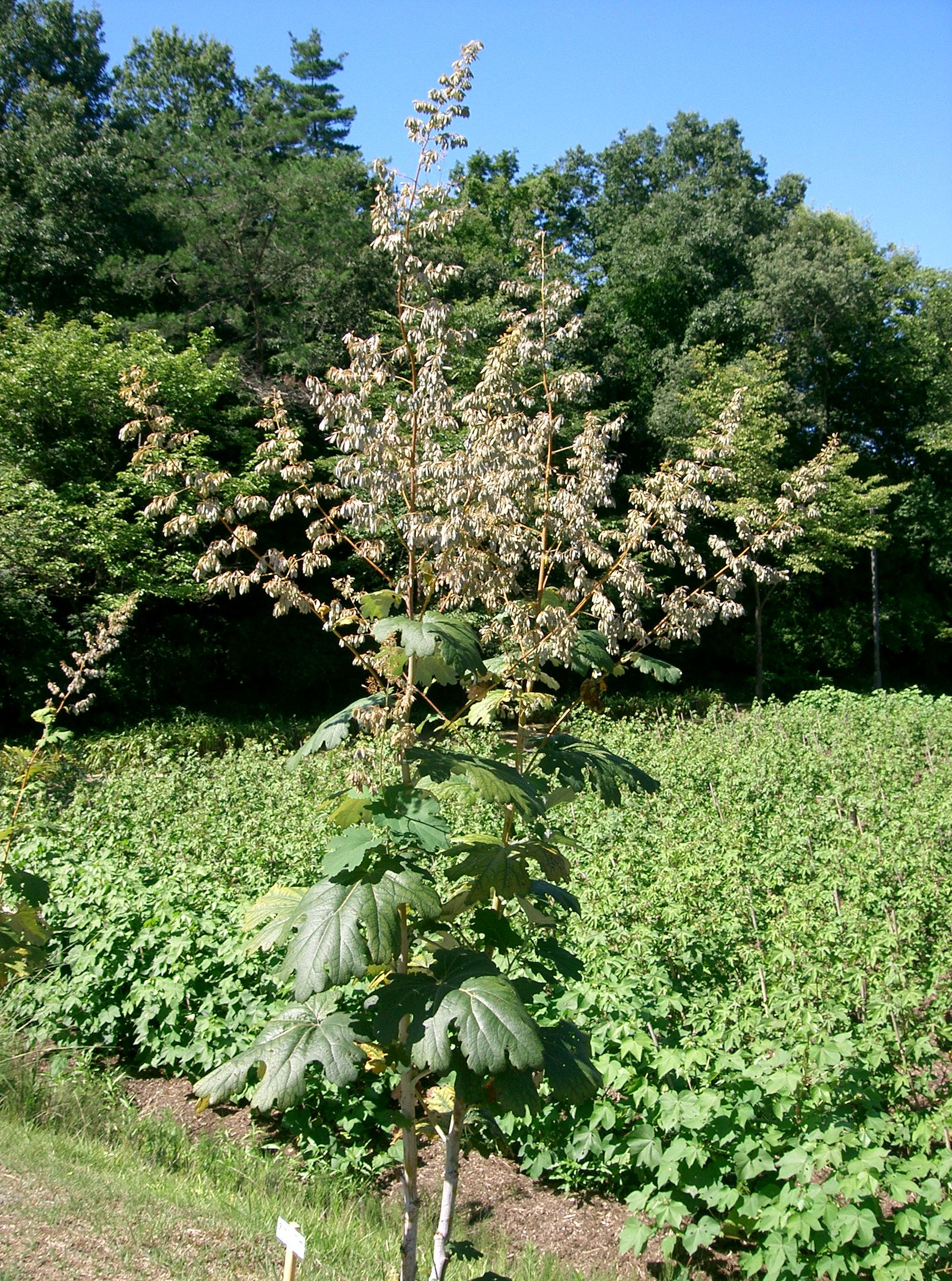
Pokrój maklei sercowatej

Makleja (Macleaya) – rodzaj roślin z rodziny makowatych. Obejmuje dwa gatunki występujące w Japonii i Chinach. Rodzajowa nazwa naukowa upamiętnia szkockiego botanika i entomologa – Alexandra Macleaya (1767-1848). Rośliny w naturze występują na polanach leśnych, na stokach i przydrożach. Uprawiane są poza tym jako ozdobne.

## Morfologia
PokrójByliny kłączowe z pędami drewniejącymi u nasady, tworzącymi okazałe kępy. Łodygi wyprostowane osiągają do 4 m wysokości.
LiścieSkrętoległe i ogonkowe. Blaszka liściowa sina, zielona lub niebiesko-zielona, u nasady sercowata, poza tym wcinana i podzielona na 7–9 zaokrąglonych lub zaostrzonych łatek. Od spodu owłosiona.
KwiatyDrobne, skupione są w gęstych i mocno rozgałęzionych kwiatostanach wiechowatych wyrastających na końcach pędów. Okwiat jest zredukowany do czterech lub dwóch działek kielicha, szybko odpadających. Płatków korony brak. Kwiaty są żółte lub kremowe. Pręciki liczne, w liczbie od 8 do 30, wydłużone, produkują wielkie ilości pyłku. Zalążnia z 2 owocolistków jednokomorowa. Słupek o krótkiej szyjce zakończony jest dwudzielnym znamieniem.
OwoceOwalne torebki zawierające kilka czarnych nasion z niewielką, białą osnówką.

## Biologia
Rośliny zawierają pomarańczowy sok mleczny. Kwiaty zapylane są przez wiatr. 

## Systematyka
Pozycja systematyczna według Angiosperm Phylogeny Website (aktualizowany system APG III z 2009)
Rodzaj z plemienia Chelidonieae, podrodziny Papaveroideae, rodziny makowatych Papaveraceae, zaliczanej do rzędu jaskrowców (Ranunculales) i wraz z nim do okrytonasiennych. W niektórych ujęciach gatunki z tego rodzaju włączane bywają do blisko spokrewnionego rodzaju bokkonia (Bocconia)
Gatunki
- makleja sercowata Macleaya cordata (Willd.) R.Br.
- makleja drobnoowockowa Macleaya microcarpa (Maxim.) Fedde

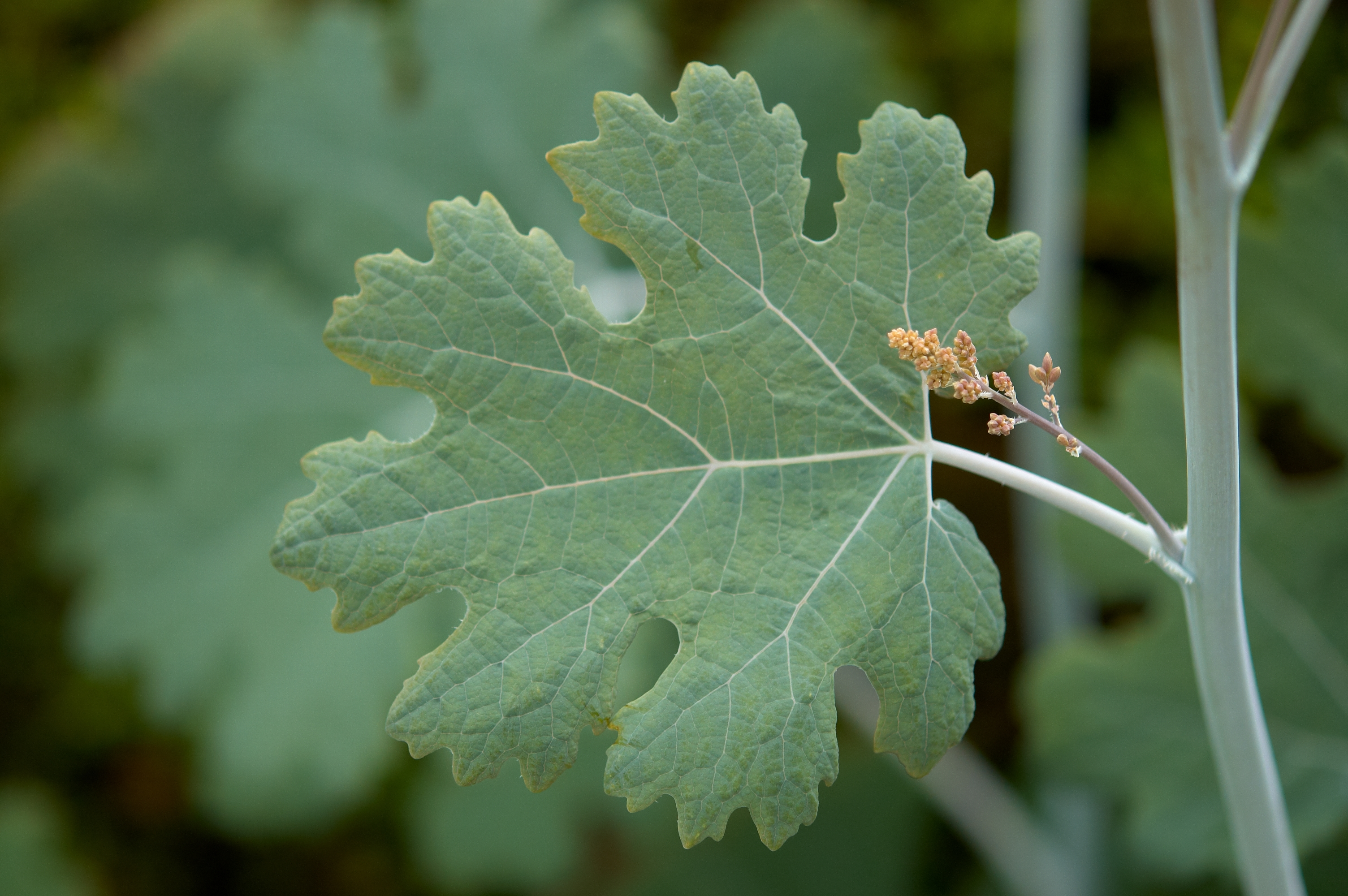
Liść maklei sercowatej
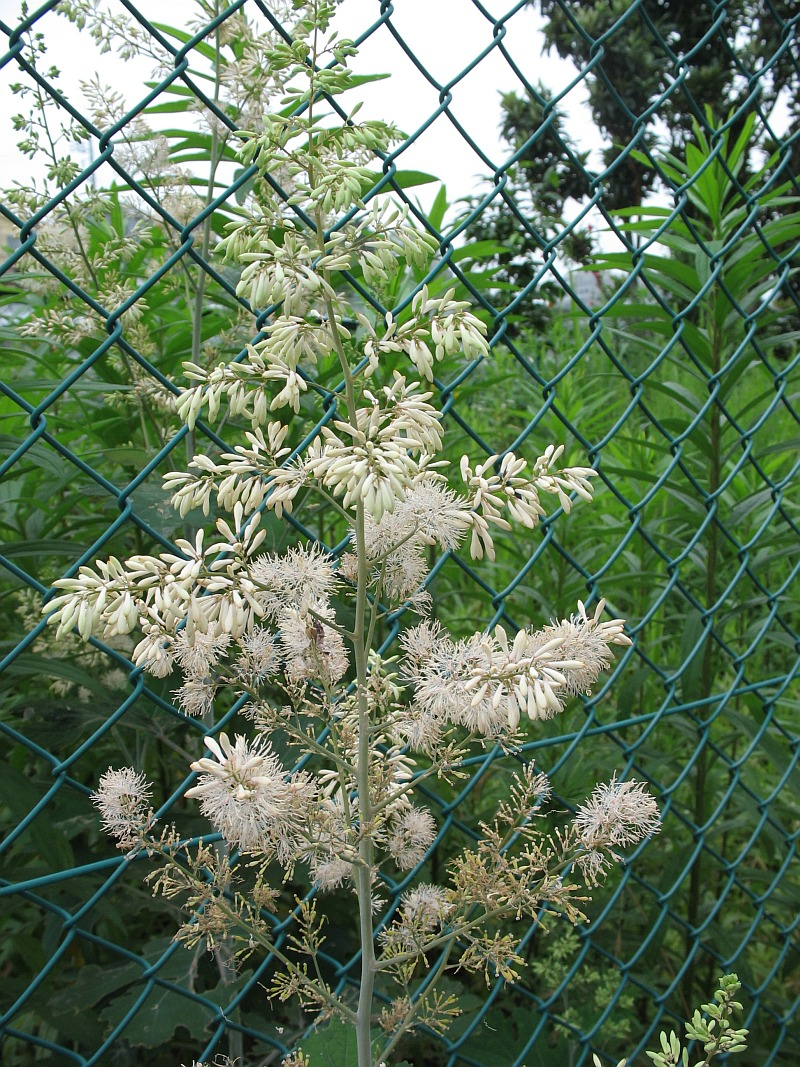
Kwiatostan maklei sercowatej
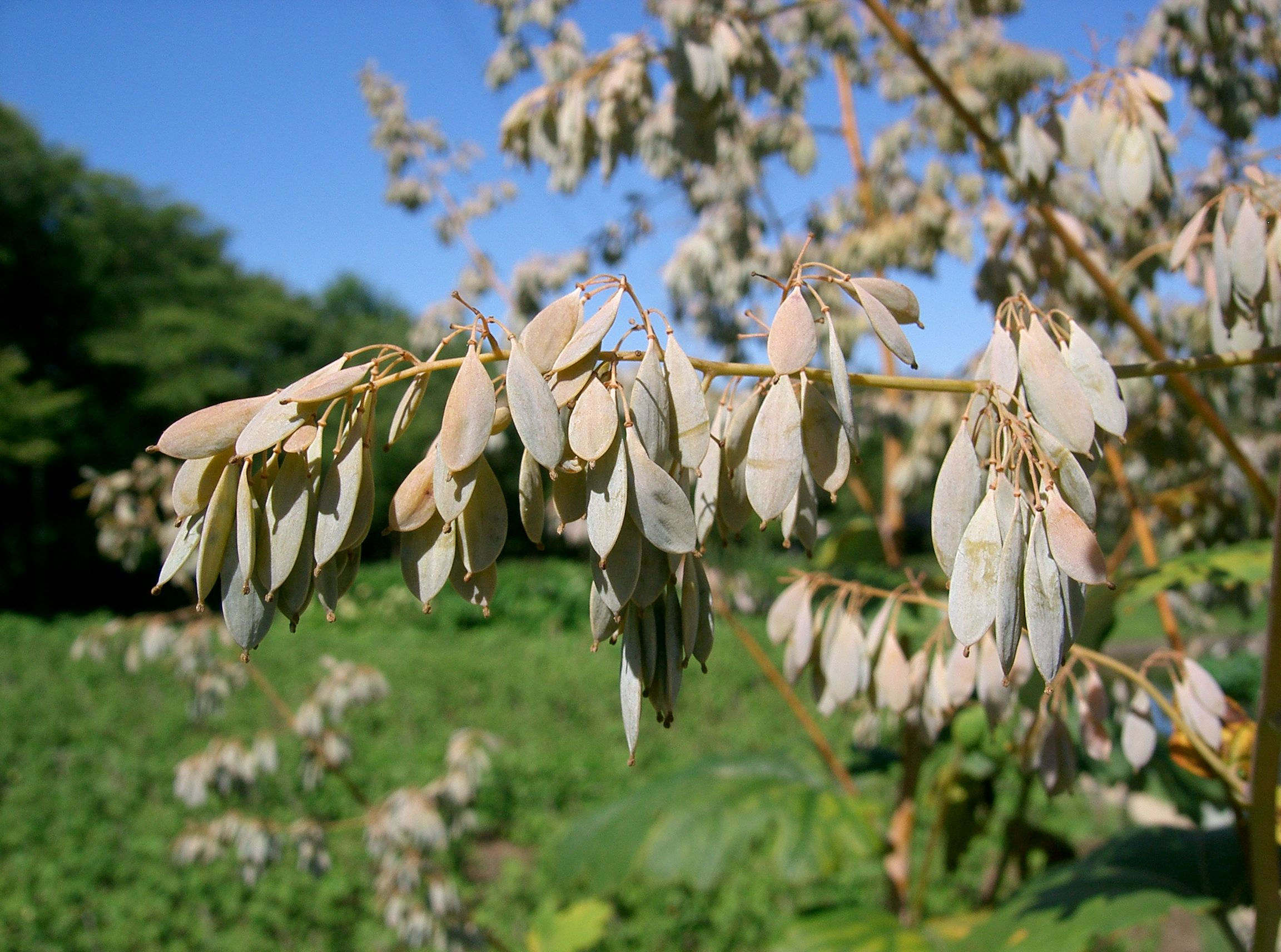
Owoce maklei sercowatej

## Zastosowanie
Oba gatunki uprawiane są jako rośliny ozdobne, jednak najbardziej rozpowszechniony w uprawie jest sterylny mieszaniec między nimi – M. × kewensis Turill. Rośliny są mrozoodporne, choć zalecana jest ochrona przed zimnymi wiatrami. Rosną na stanowiskach słonecznych, na glebach średnio żyznych, wilgotnych i przepuszczalnych. Rozmnaża się je przez wysiew nasion lub przez podział.
Sok mleczny stosowany jest w tradycyjnej medycynie chińskiej jako antyseptyk.